# پاکور (هندوپارتی)

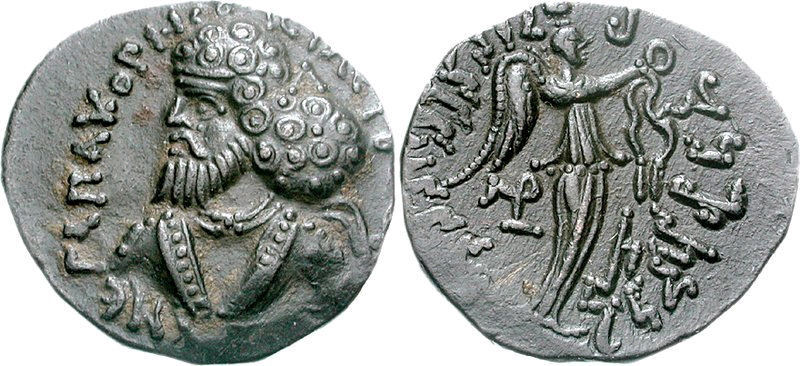
سکه‌‌ای که پاکور ضرب کرد.

پاکور سورنی (به زبان پارتی: 𐭐𐭊𐭅𐭓) یکی از پادشاهان پارتیان هند بوده و از ۱۰۰ تا ۱۳۰ میلادی سلطنت کرده‌است. او با زدن سکه در سیستان و قندهار شناخته شد.